# Flaithbhertach
Flaithbertach mac Loingsig, roi de Tir Conaill et Ard ri Érenn de 728 à 734, est le dernier Ard ri Erenn issu du Cenél Conaill.

## Origine
Flaithbertach était le fils de l’Ard ri Érenn Loingsech mac Óengusa, du Cenél Conaill issu des Ui Neill du nord. Selon le Ban-Shenchus, sa mère est Muirend, fille de Cellach Cualann mac Gerthidi, roi de Leinster ; les annales relèvent cependant qu'elle est l'épouse de Írgalach mac Conaing († 702) du Síl nÁedo Sláine, et de ce fait la mère possible du rival de Flaithbertach, Cináed mac Írgalaig. Du fait de la flexibilité des unions royales en Irlande à cette époque, il n'est pas impossible que les deux sources soient exactes.

## Ard ri Erenn
Après avoir succédé à son frère Fergal à la tête du Cenél Conaill, Flathbertach obtient le titre d’Ard ri Érenn par sa victoire sur Cinaed mac Irgalaig, du Síl nÁedo Sláine des Uí Neill du sud, tué lors de la bataille de Druin Corcain en 728. Le règne de Flathbertach est cependant éclipsé par la montée en puissance du roi Áed Allán Mac Fergaile († 743).
Cenél nÉogain dominait à cette époque le bassin de la Foyle. Le but d'Áed Allán est de conquérir petit royaume de Mag nÍtha, situé dans la vallée de la rivière Finn, à l'ouest de Strabane, dans ce qui est maintenant le comté de Donegal, et qui permettait la liaison entre les parties nord et sud du territoire du Cenél Conaill. De ce fait, cette région avait un intérêt géographique crucial à ses yeux. En effet, la principale base de la lignée royale du Cenél Conaill était établie dans une région située autour de la cité moderne de Donegal, connue sous le nom de Tír nÁeda, « le pays d' Áed », nommée ainsi en référence à leur ancêtre Áed mac Ainmirech. Entre le Tír nÁeda et Mag nÍtha se trouve le col connu à cette époque sous le nom de Bernas mac Conaill, c'est-à-dire « la passe des fils de Conall », nommé maintenant Barnesmore Gap. La route de Tír nÁeda par le col jusqu'à Mag nÍtha, au nord, qui traversait le royaume de Cenél nÉndai, est la meilleure route autour des Blue Stack Mountains du nord du territoire du Cenél Conaill au pays côtier à l'ouest du Lough Swilly. Ce territoire du nord aussi est proche du principal domaine du Cenél nÉogain dans la péninsule d'Inishowen qu'il l'est de Tír nÁeda. La conquête de Mag nÍtha eut pour conséquence que le sous-royaume Uí Néill du Cenél nÉndai, établi autour de Raphoe (Donegal), transfère sa vassalité du Cenél Conaill à la suzeraineté de Cenél nEógain.
En 732 Flaithbertach est défait par Áed à la bataille où Flann Gohan mac Congaile, le cousin Flaithbertach, est tué. Une autre rencontre a lieu en 733 lors d'un combat dans le Mag nÍtha où un autre cousin de Flaithbertach, Conaing mac Congaile, est tué à son tour. Cette bataille est suivie par une autre défait en 734 dans Mag nÍtha.
En 733 Flaithbertach avait contre-attaqué dans le nord de l'Irlande avec une flotte fournie par ses alliés du Dál Riata, marins réputés du fait de la situation de leur royaume en Argyll and Bute et dans les Hébrides intérieures. Cette expédition, qui avait sans doute pour but de prendre Cenel nÉogain à revers, fut un échec complet. Après une nouvelle attaque du Cenél nÉogain en 734, Flaithbertach abandonne le combat et abdique. Il vécut jusqu'en 765 lorsqu'il meurt sous l'habit religieux à Armagh, où il est inhumé.
Flaithbertach semble être entré dans les ordres après avoir été déchu de son titre d'Ard ri Erenn. De la même manière, le frère cadet de son ennemi Áed Allán, Niall Frossach, abdique en 770 le titre d'Ard ri Erenn devant la puissance montante de Donnchad mac Domnaill du Clan Cholmáin et se retire à Iona, où il meurt en 776 comme « peregrinus », c'est-à-dire un pénitent qui fait le vœu ascétique de vivre en exil. Bien que le règne de Flaithbertach semble avoir été un désastre total pour le Cenél Conaill, il parvient au moins à maintenir la succession du royaume dans sa propre lignée.

## Postérité
- Áed Muindearg († 747)[8]. « Rí In Tuisceart » c'est-à-dire « Roi du Nord » [9], ancêtre des Ua Canannáin.
- Dunfhlaith épouse d’Aed Oirdnide mac Neill Ard ri Érenn.
- Loingsech mac Flaithbertaigh  roi du Tir Conaill († 754).
- Murchad mac Flaithbertaigh, roi de Tir Conaill († 762), ancêtre des Ua Maoldoraidh.

## Sources
- (en) Edel Bhreathnach The kingship and landscape of Tara Editor Four Courts Press for The Discovery Programme Dublin (2005)  (ISBN 1851829547).
- (en) Francis John Byrne Irish Kings and High-Kings, Courts Press History Classics Dublin (2001)  (ISBN 1 851 82 1961) .
- (en) T.M. Charles-Edwards, Flaithbertach mac Loingsig (d. 765), Oxford Dictionary of National Biography, Oxford, Oxford University Press, 2004.
- (en) Gearóid Mac Niocaill, Ireland before Vikings, Dublin, Gill & Macmillan, 1972, 172 p., p. 122-3
- (en) Dictionary of Irish Biography article de Ailbhe Mac Shamhrain, Flaithbertach
- Annales d'Ulster
- Annales de Tigernach